# District Krasnogvardeïski

District sur l'ancienne carte de Saint-Pétersbourg.

Le district Krasnogvardeïski (ce qui signifie: de la Garde rouge) est l'un des 18 raïons administratifs de Saint-Pétersbourg. La population est chiffrée à : 336 402 (2010) 336 342 (2002) 377 765 (1989).